# الکساندر کونوپکو
الکساندر کونوپکو (اوکراینی: Александр Олегович Конопко؛ زادهٔ ۱۲ آوریل ۱۹۹۰) بازیکن فوتبال اهل اوکراین است.